# Christina Lutter
Christina Lutter (ur. 17 września 1970 w Wiedniu) – austriacka historyk (mediewistka), profesor na Uniwersytecie Wiedeńskim.
Maturę zdała w 1988 r.
Doktorat obroniła w 1998 r. na Uniwersytecie Wiedeńskim na podstawie rozprawy Politische Kommunikation in der Frühen Neuzeit, do której materiały zebrała w trakcie kwerendy w Wenecji (1996). W 2005 habilitowała się na podstawie monografii Geschlecht & Wissen. Monastische Reformgemeinschaften im 12. Jahrhundert, która została wyróżniona nagrodą przez Verband der Historikerinnen und Historiker Deutschlands.
Od 1994 do 2007 pracował w austriackim Ministerstwie Nauki i Badań. Między 1998 i 2008 była też wykładowczynią i visiting scholar na uniwersytetach w Wiedniu, Linzu, Klagenfurcie, Berlinie i Lüneburgu.
Jest członkinią Austriackiej Akademii Nauk, Forschungsstelle für Vergleichende Ordensgeschichte w Dreźnie, wiceprezesem International Research Centre Kulturwissenschaften (IFK) i członkiem zarządu Institute for Jewish History in Austria.
Wraz z M. Reisenleitner jest współredaktorką serii książek Cultural Studies (Vienna: Löcker).
Od 2008 jest profesorem na Uniwersytecie Wiedeńskim.